# Стеарат кобальта(II)
Стеарат кобальта(II) — химическое соединение,
соль кобальта и  стеариновой кислоты
с формулой Co(C17H35COO)2,
фиолетовое вещество,
не растворяется в воде.

## Получение
- Обменная реакция стеарата натрия и хлорида кобальта

{\displaystyle {\mathsf {CoCl_{2}+2C_{17}H_{35}COONa\ {\xrightarrow {}}\ Co(C_{17}H_{35}COO)_{2}\downarrow +2NaCl}}}

## Физические свойства
Стеарат кобальта(II) образует фиолетовое вещество.
Не растворяется в воде.